# Дорожный каток

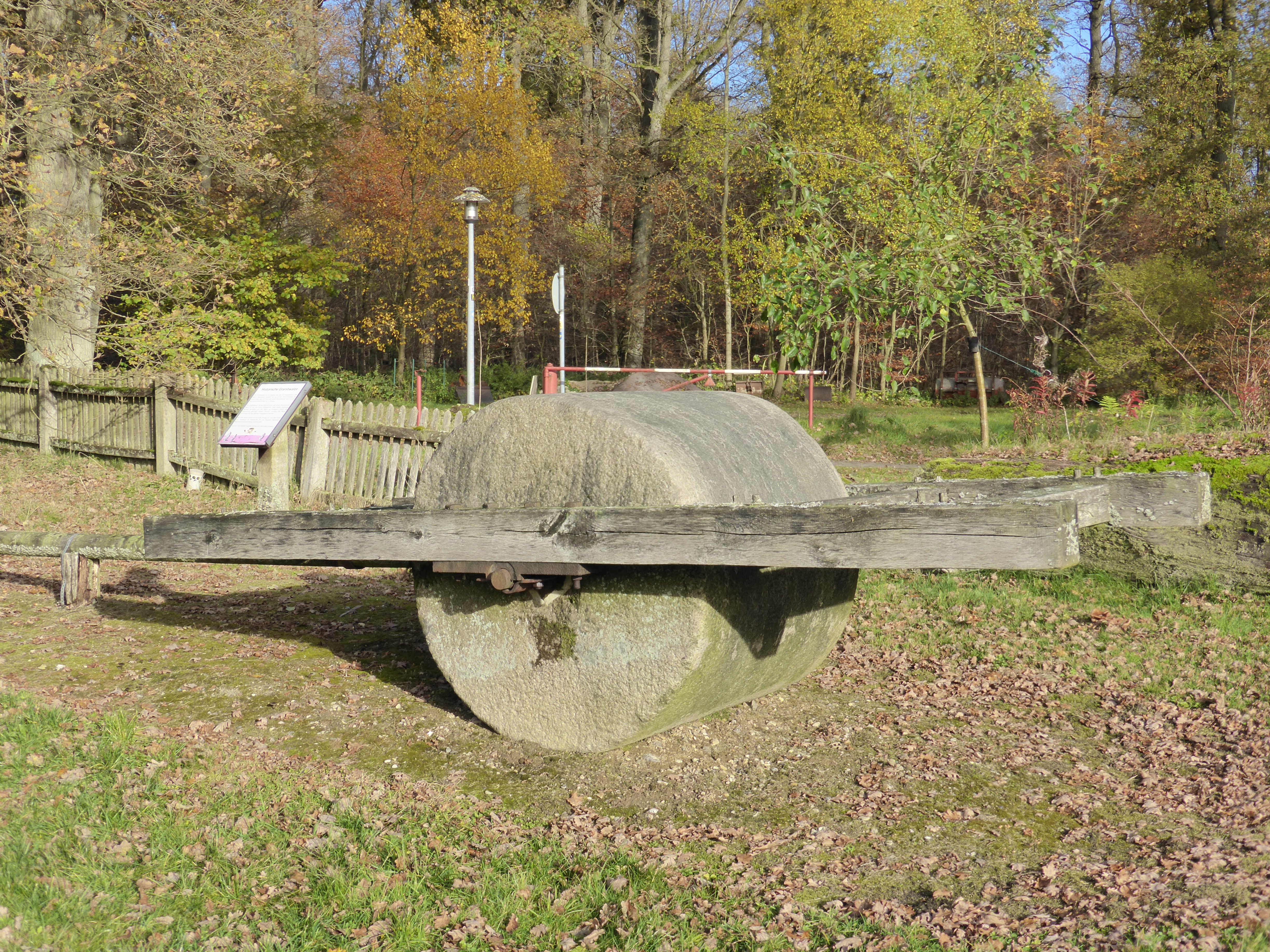
Каменный каток на деревянной раме, запрягаемый лошадьми

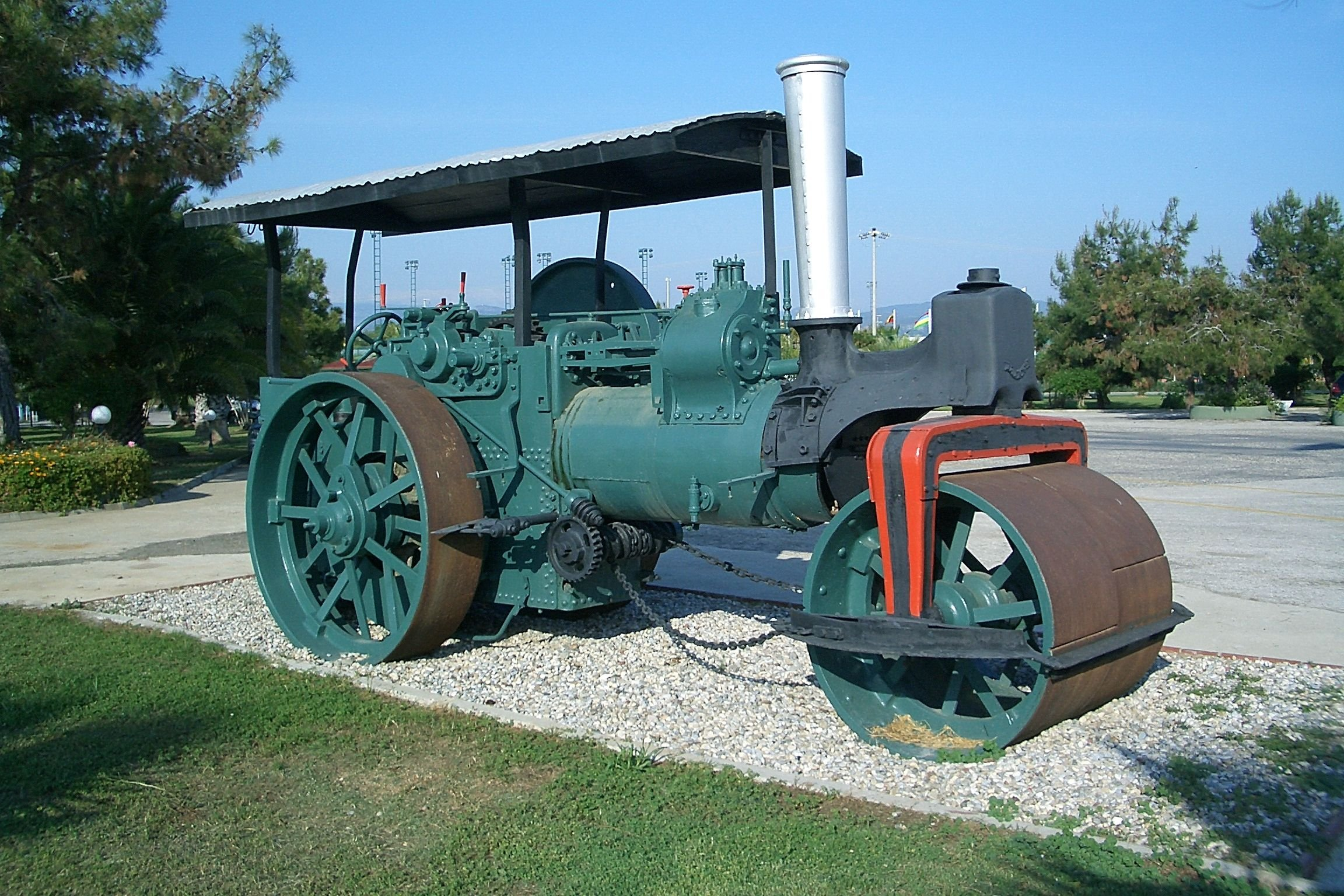
Паровой дорожный каток, 1902 год

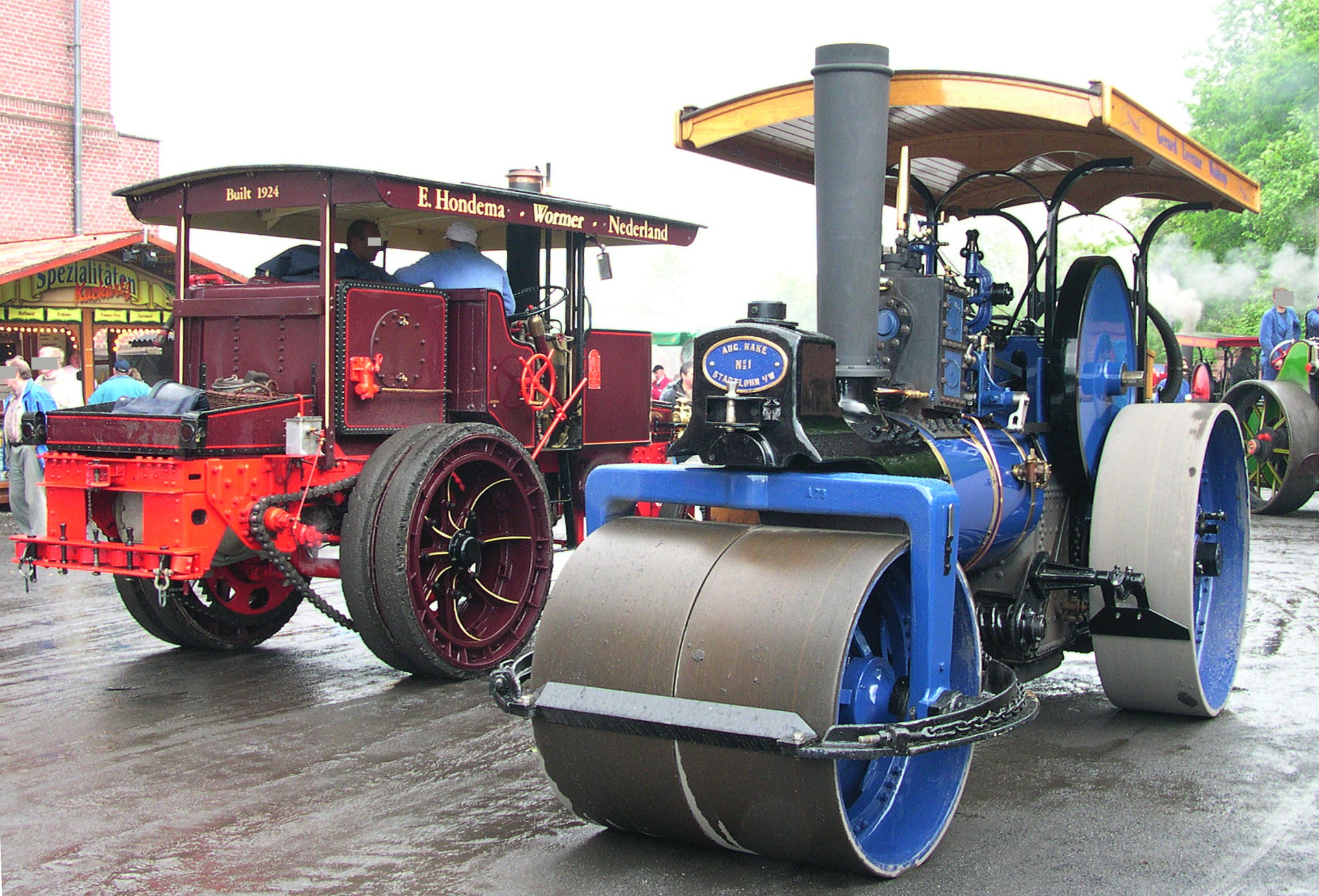
Паровой дорожный каток и паровой трактор

Доро́жный като́к — машина, предназначенная для послойного уплотнения несвязных, малосвязанных и связных грунтов и оснований при постройке насыпей, дамб, дорожных оснований и других земляных сооружений на строительстве автомобильных дорог, аэродромов, гидротехнических сооружений и так далее.
В Толковом словаре живого великорусского языка Владимира Даля сказано: «Като́к (м.) тяжёлый, округлый кряж, или того же вида каменная, чугунная вещь, на оси, для разбивки комьев (зубчатый) или для укатывания дорог»;

## История
Первый механический каток появился в Англии в 1866 году, на производственной площадке известной на тот момент компании Aveling & Porter. Его трамбовочный ролик располагался сзади, паровой двигатель развивал мощность 12 лошадиных сил, а весил он 20 тонн.

## Устройство

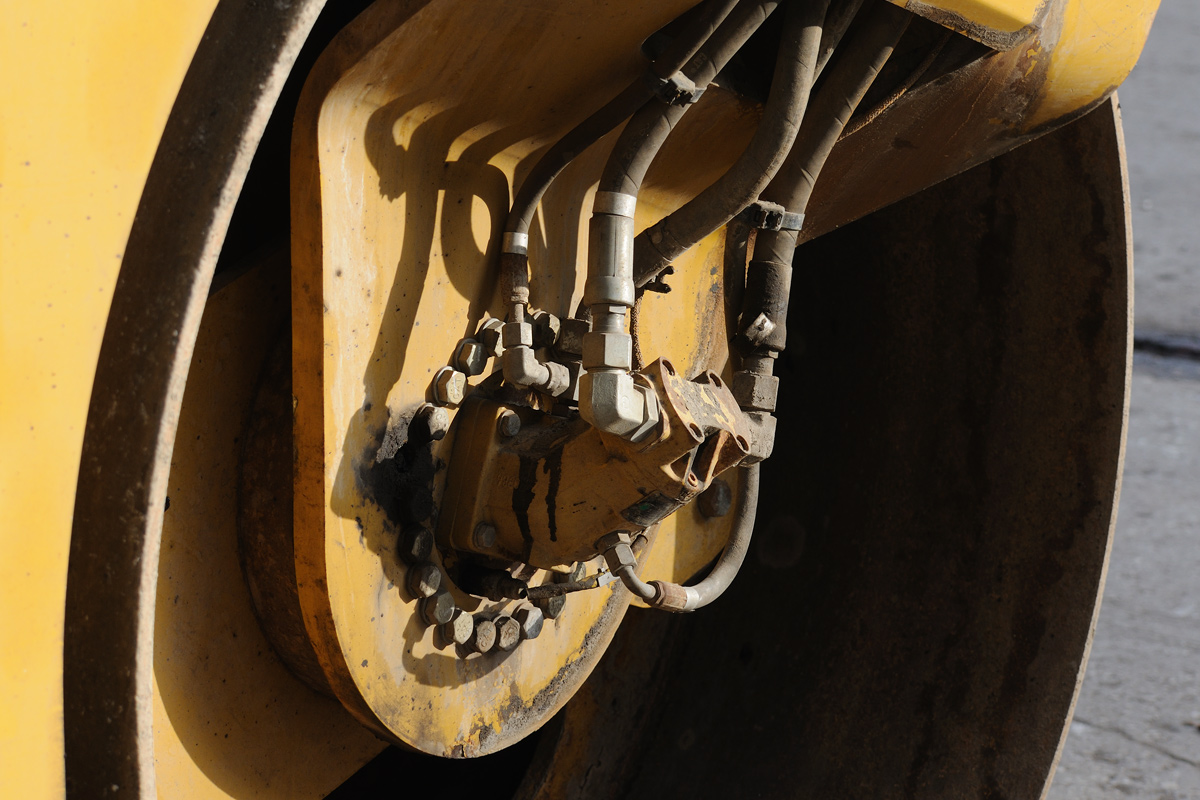
Гидромотор на оси вальца

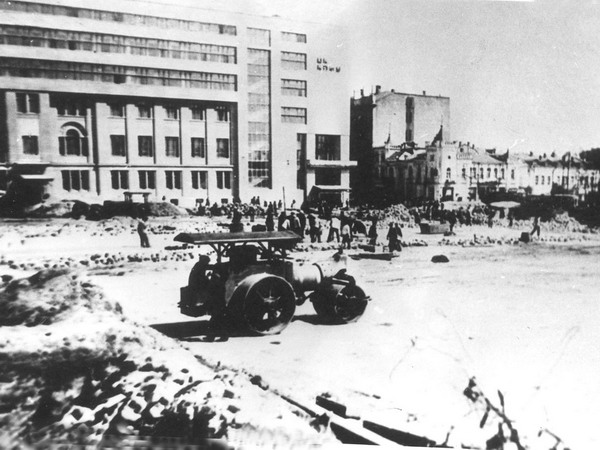
Каток утрамбовывает грунт под мощение площади Дзержинского в Харькове, 1930

Рабочим органом катка являются колеса и/или валец — цилиндр, расположенный вместо колеса или колёс. Своей массой каток сдавливает уплотняемое вещество. Каток имеет ведущий валец, к нему подаётся крутящий момент от двигателя, и ведомый — он, как правило, является направляющим. Привод ведущих вальцов — у большинства катков механический, но на современных машинах гидравлический, это связано с увеличением надёжности гидравлики, удобством управления машиной, которое обеспечивает гидротрансмиссия, и компактностью гидропривода, но в основном тем, что практически все современные катки являются вибрационными, с гидроприводом вибратора, и в системе рулевого управления так же используется гидропривод, таким образом при использовании гидропривода и на колесах достигается оптимизация конструкции.

## Виды катков

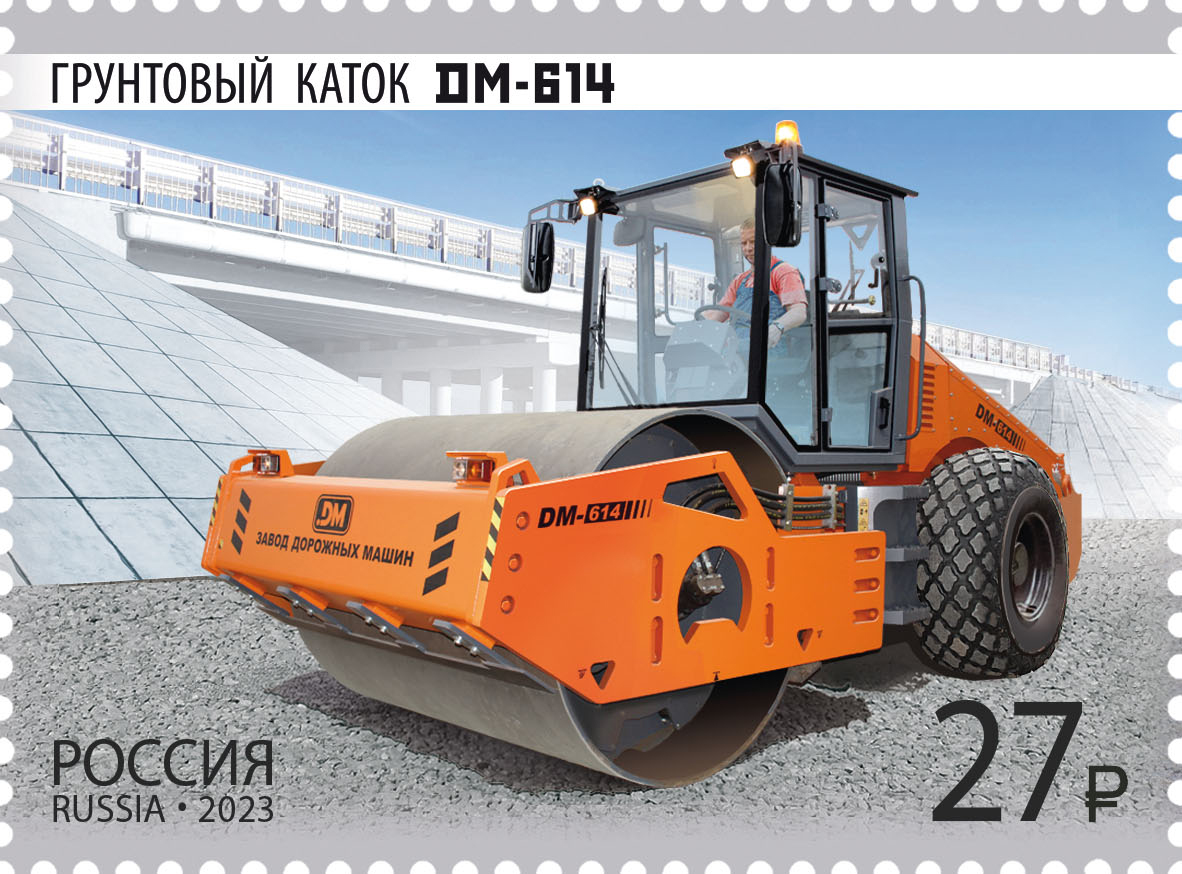
Грунтовый каток DM-614 на почтовой марке России 2023 года из серии «Отечественная дорожно-строительная техника»

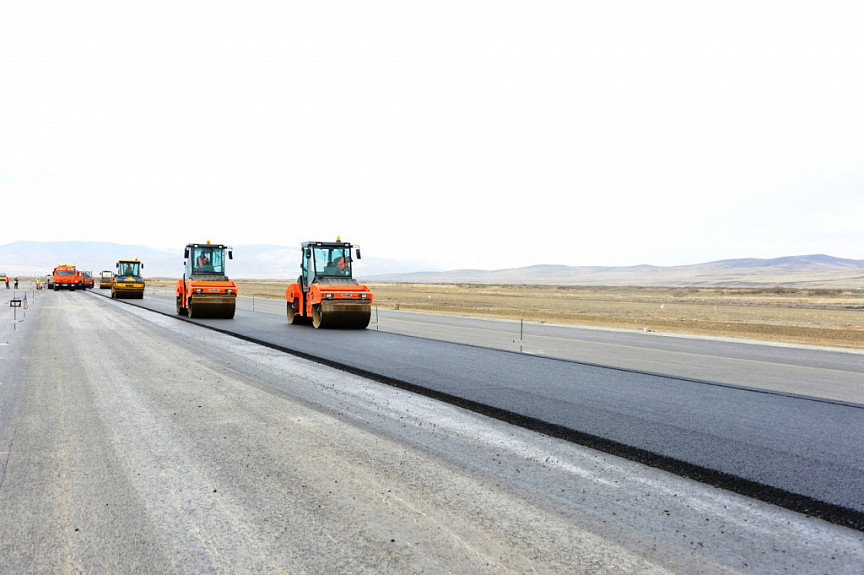
Катки уплотняют слой асфальта. Бурятия, Россия

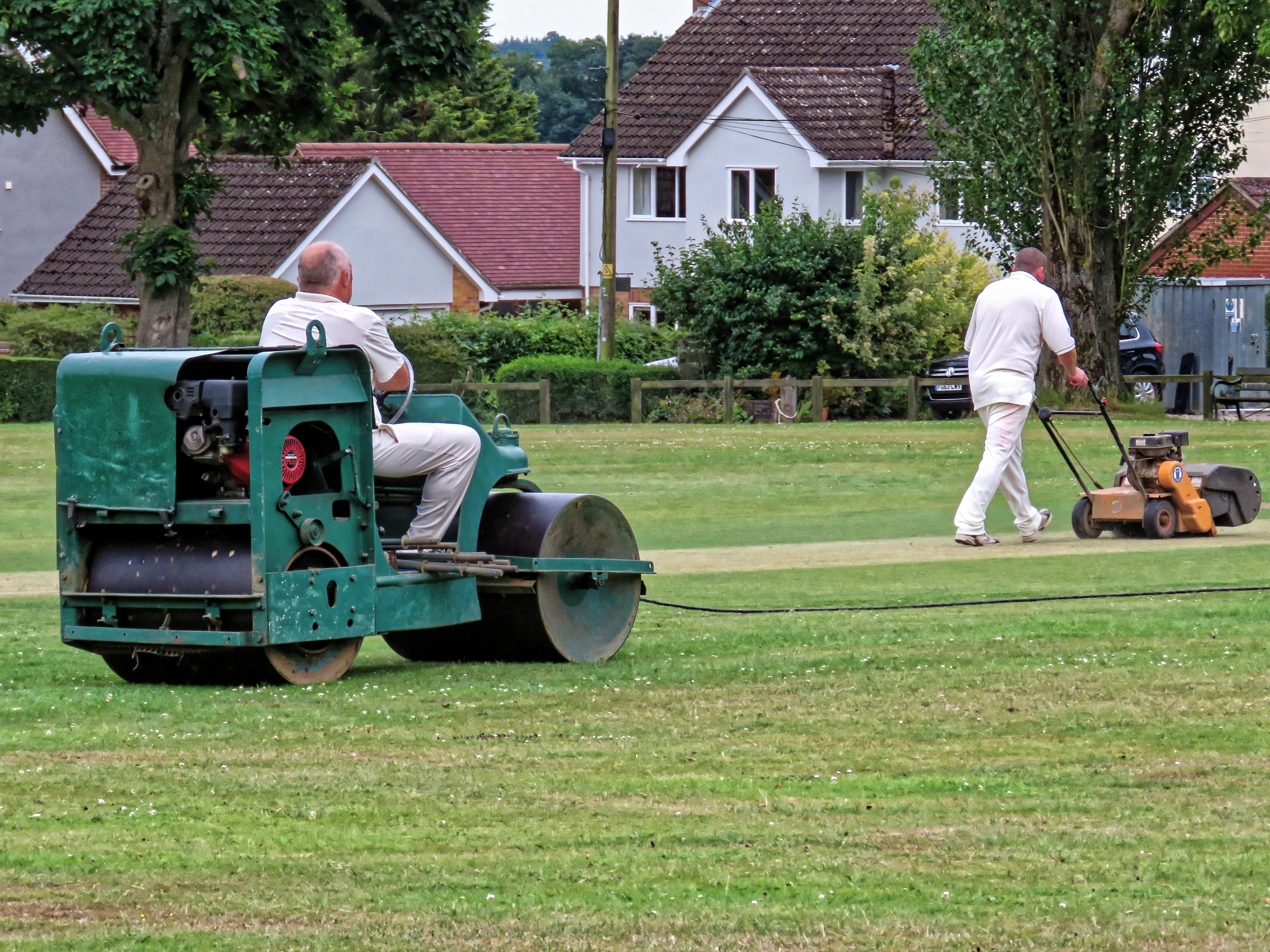
Прикатывание поля для крикета тандемным дорожным катком

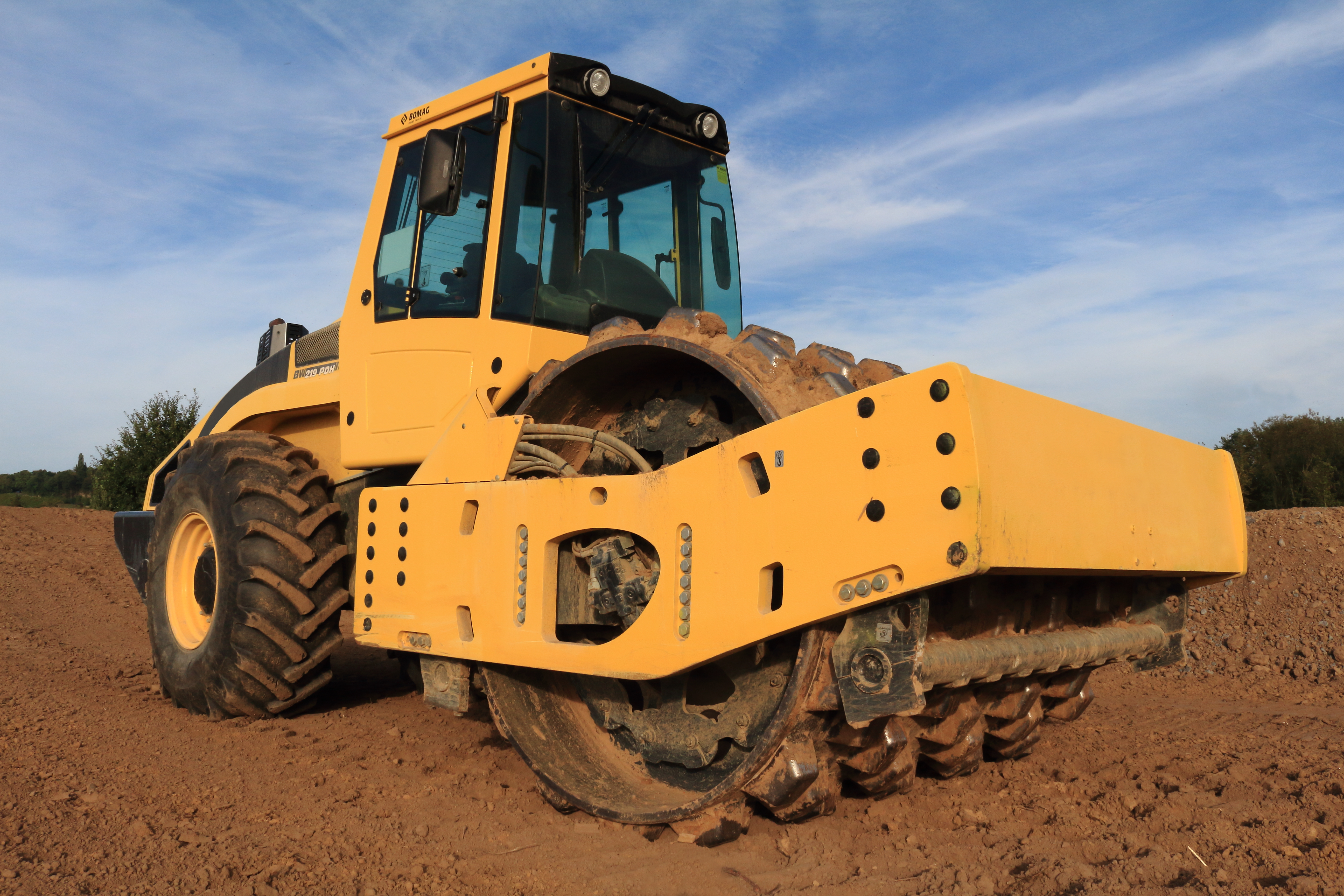
Грунтовый каток с кулачковым вальцем

По способу передвижения катки делятся на прицепные и самоходные.
- Прицепные катки для передвижения используют энергию тягача (человека, лошади, трактора или другого транспортного средства).
- Самоходные катки оснащены собственным двигателем, приводящим колеса или вальцы в движение.

По количеству осей катки делятся на одно-, двух- и трехосные.
По количеству вальцов на одно- двух- и трёхвальцовые.
По виду воздействия на уплотняемый материал катки делятся на статические и вибрационные.
- Статические катки уплотняют грунт, сдавливая его собственным весом. Этот тип катков когда-то был наиболее распространен, но в настоящее время стал редким, будучи вытесненным более компактными и легкими вибрационными катками. В то же время необходимость в статических катках сохраняется, поскольку их можно применять для уплотнения там, где вибрация неприемлема. Также статические катки после себя оставляют более гладкую поверхность, в связи с чем их используют там, где это требование обязательно.
- Вибрационные катки оснащены специальным устройством — вибратором, который представляет собой вращающийся груз со смещенным относительно оси вращения центром масс, что создает мощную вибрацию. За счет вибрации при существенно меньшей массе, по сравнению со статическим катком, вибрационный каток обладает большим уплотняющим воздействием. Однако вибрационный каток не позволяет создать идеально ровного слоя, оставляя после себя «волны» на уплотняемом материале, и его динамические нагрузки способны повредить основу уплотняемой поверхности.

По виду вальцов катки бывают: с гладкими вальцами, кулачковыми, решетчатыми, пневмоколесными:
- Катки с гладкими вальцами представляют собой машины с гладкими широкими металлическими колесами. Обычно применяется для асфальтоукладочных работ, из-за того, что на выходе даёт ровную площадку;
- Кулачковые катки отличаются тем, что покрыты кулачками — выступами. При укатке кулачки проникают в грунт, разбивают комья и перемешивают его, улучшая уплотнение. Эффективны для работы на сложных участках с рыхлым грунтом, в строительства плотин, впечатляющие своей способностью преодолевать подъемы, обеспечивают максимальное тяговое усилие на крупных объектах и на свалках;[4]
- Решетчатые катки оснащены вальцами с поверхностью из решётки. Используется для трамбовки различных грунтов. При прохождении по неоднородному грунту крупные комки дробятся, что увеличивает уплотняемость;
- Пневмоколесные катки вместо вальцов оснащены собранными в пакеты колесами с пневматическими шинами. Из-за наличия между пневматическими шинами промежутков, от которых при работе остаются неуплотнённые полоски, шины ставят так, чтобы эти промежутки у передних и у задних колёс не совпадали (в шахматном порядке);
- Комбинированные катки представляют собой комбинацию вышеперечисленных катков, например, передний валец — гладкий, а задний — пневмоколёсный).

Кроме того, катки делятся по массе от ручных (менее 1 тонны) до тяжёлых (более 16 тонн) и даже сверхтяжёлых (массой до 100 тонн и более).
Для грунта глубина трамбовки может, для различных конструкций, колебаться от 20—30 см до 150—160 см.
Современные дорожные катки способны развивать скорость до 14 км/ч, но для большинства максимальная скорость — 2—5 км/ч.

## Памятники

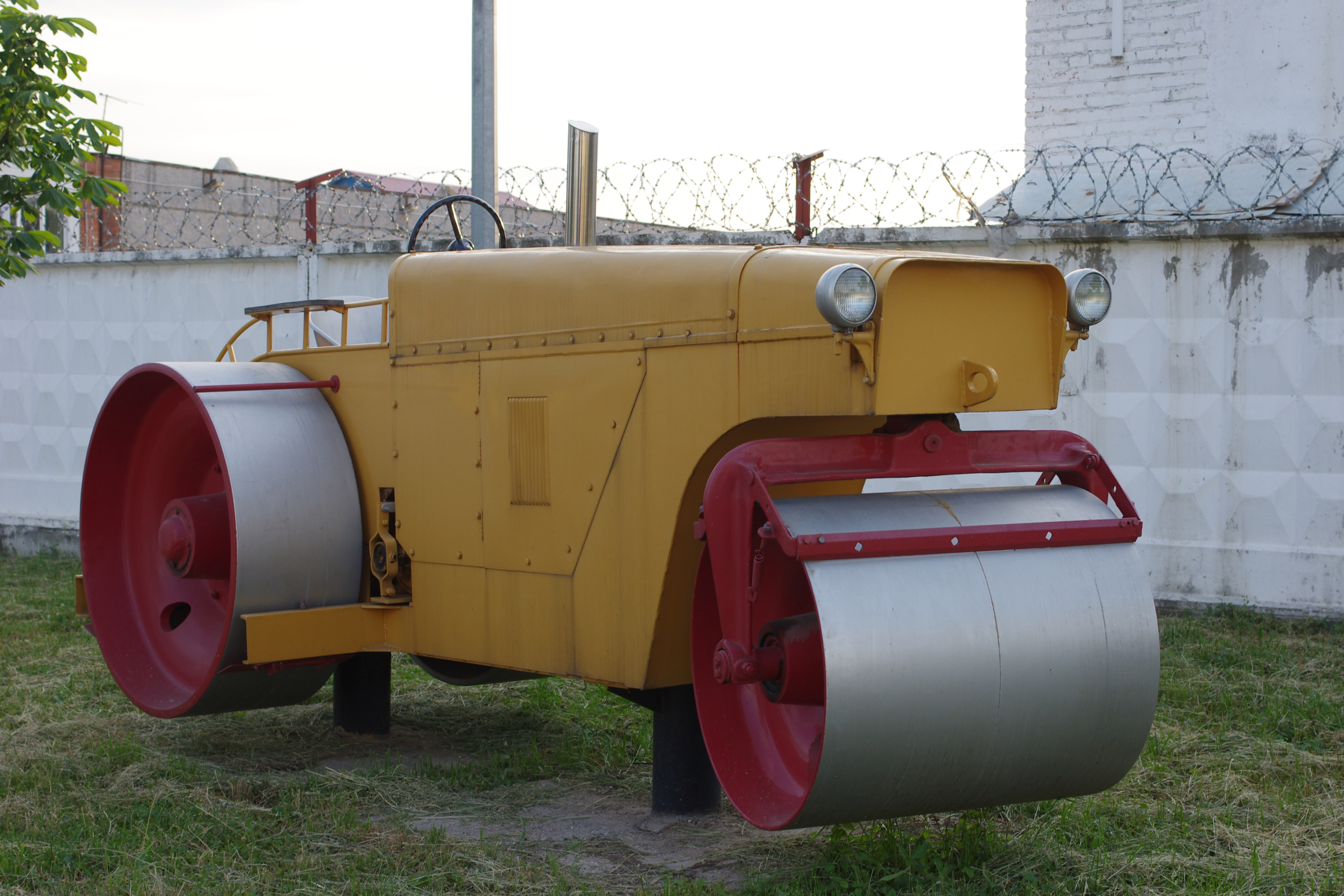
Памятник ДУ-50 в Раменском

- В Рыбинске на улице Труда у Завода асфальтовых катков «Раскат» установлен первый отечественный моторный каток «МКК», выпущенный в 1931 году.
- В посёлке Строитель в июле 2021 года установлен монумент воинам-дорожникам, представляющий собой отреставрированный старый асфальтоукладочный каток ДУ-47 на постаменте с памятной табличкой[5].